# Паран (река)
Паран, Нахаль-Паран (ивр. נַחַל פָּארָן‎), или Гирефи, (араб. وادي الجرافي‎), — пересыхающее речное русло на территории Египта и Израиля, берущее начало на восточных отрогах плато Эль-Тих и Эль-Эгма на Синайском полуострове и впадающее в Вади-эль-Араба на границе Синая и Иордании. Длина около 150 км, в сезон дождей разливается, становясь причиной наводнений.

## География
Общая протяжённость реки на египетской и израильской территории — около 150 км. Длина русла (вади) на египетской стороне границы составляет 75,2 км. Гирефи берёт своё начало в северо-восточной части Синайского полуострова, на восточных отрогах плато Эль-Тих и Эль-Эгма на высоте 1025 м. После этого русло проходит с юга на север по широкой плоской равнине, с запада ограниченной горным массивом Хашем-эль-Тариф и горной цепью Эль-Шаэйра, а с востока — массивами Джебель-эс-Сафраа и Джебель-Хамра. На израильской стороне границы русло, известное в этой своей части как Паран, проходит по территории пустыни Негев на юге страны, также по широкой плоской равнине, мимо гор Ариф, Саги и Гшур и заканчивается, сливаясь с Вади-эль-Араба примерно в 10 км севернее источника Менуха.
Общая площадь водосборного бассейна — около 3840 км², из них две трети на территории Египта (порядка 2300 км²). Восточные притоки на территории Синайского полуострова (текут с северо-запада на юго-восток, перечислены в порядке с севера на юг): Вади-эль-Беда, Вади-эль-Гадра и Вади-Эль-Хамела. Западные притоки (текут с северо-востока на юго-запад, перечислены в порядке с севера на юг): Вади-Хадахед, Вади-Джевах, Вади-Салалем, Вади-эль-Тамарани и Вади-эль-Сера. Бассейн Гирефи входит в систему Мёртвого моря.

## Гидрология
Хотя Гирефи представляет собой пересыхающую реку, она несёт достаточно воды, чтобы вдоль её русла на Синайском полуострове проходила узкая полоса пригодных для сельского хозяйства земель. Порядка 9 % земель на территории водосборного бассейна на египетской стороне границы оцениваются как умеренно пригодные для сельского хозяйства. Грунтовые воды в этом районе содержатся в четвертичных и меловых отложениях. Большая часть земель в бассейне Парана на израильской стороне границы непригодна для сельского хозяйства в связи с отсутствием пресной воды. В обычное время единственные источники пресной воды — немногочисленные в этом районе колодцы.
Как правило река мелководна или даже полностью пересыхает, но по два-три раза в год дожди в Негеве приводят к катастрофическим паводкам, затопляющим окрестные территории. История наблюдений во второй половине XX века показывает, что недалеко от устья (выше впадения Вади-Цихор в Паран) медианный расход воды составляет лишь 17,35 м³/с, однако зафиксированный максимум — 1150 м³/с. Во время паводка течение резко ускоряется, вода тащит за собой большое количество земли и каменные глыбы разных размеров.